# Turkmenere
Turkmenere (Türkmen, flertal: Türkmenerli) er en etnisk folkegruppe af tyrkisk oprindelse fortrinsvis bosatte i Turkmenistan og tilgrænsende dele af Afghanistan og Iran. Deres sprog hedder turkmensk.
Der lever også turkmener i vore dages Tyrkiet. I Midtanatolien lever der stadigvæk turkmenske nomadestammer som avsar, bozoklar osv. Sproget adskiller sig lidt fra det officielle tyrkiske sprog, idet der er dialektale forskelle.
Historisk blev alle vestlige eller Oghuz-tyrkere kaldet turkmenere, men i dag knyttes begrebet om to grupper, dels turkmenerne i Turkmenistan og omliggende områder i Iran og Afghanistan, dels om turkmenerne i det nordlige Irak, som har et sprog, som mere ligner azeri.

## Udbredelse
85% af befolkningen, eller omkring 4.150.000 mennesker, er etnisk turkmenere i Turkmenistan. I Iran er turkmenerene koncentrerede i provinserne Golestan og nordlige Khorasan. I 1997 boede omkring 2.000.000 turkmenere i Iran. Afghanistan har omkring 500.000 turkmensk-sprogede, koncentrerede hovedsageligt langs den turkmenske grænse i provinserne Faryab, Jowzjan og Baghlan.
En stor turkmensk minoritet, også kaldet irakiske tyrkere, på over 250.000 lever i Irak , først og fremmest ved Kirkuk. Mange bor også i byen Arbil, som ligger i nord Irak og nord for Kerkuk og andre irakiske byer i den nordlige del af landet.
Siden 22. oktober 1993 har Saparmurat Nijazov, præsident i Turkmenistan, brugt titlen Turkmenbashi som betyder «leder for alle etniske turkmenere».